# Экономика Эквадора
Экономика Эквадора основана на экспорте нефти (более половины доходов страны), сельскохозяйственных продуктов (бананы, креветки и др.) и других природных ископаемых (например, золота). В 2002 экспорт нефти принес 40 % от всех доходов, на втором месте бананы, которые дают до 22 % от всего экспорта. Эквадор — крупнейший мировой поставщик бананов ($936 млн в 2002), выращиваются бананы сорта Кавендиш, а также на экспорт идут красные бананы, мини-бананы и плантайны. В 2015 году на долю Эквадора приходилось 98,5 % всех поставок бананов в РФ (1204,4 тыс. тонн). Экспорт эквадорских бананов вырос на 5,24 % за первые девять месяцев 2018 года. Общие продажи бананов за рубеж за первые 9 мес. 2018 года составили 2,065 млрд долл. США. В 2017 году Эквадор был ведущим мировым поставщиком бананов, обеспечивая 25,3 % всех поставок, обогнав Филиппины, Бельгию и Коста-Рику. По состоянию на 2021 год Эквадор — третья сверху страна с самым высоким минимальным размером оплаты труда в Южной Америке (400 долларов США). Выше МРОТ только в Чили — 441 доллар США и Уругвае — 423 доллара США в месяц. С 1 января 2023 года минимальный размер оплаты труда в Эквадоре составляет $450. С 1 января 2024 года минимальный размер оплаты труда в Эквадоре составляет $460. С 1 января 2025 года минимальный размер оплаты труда в Эквадоре составляет $470.
Также страна является крупным экспортером креветок ($251 млн в 2002), цветов ($291 млн в 2002) и рыбных консервов ($333 млн в 2002).
Помимо этого выращиваются кофе (эквадорский арабика выращивается на крутых склонах Анд, плантации считаются одними из самых высокогорных в мире, их высота — от 2000 до 2800 метров над уровнем моря) и какао (в стране насчитывается почти 500 000 гектаров, где производится какао, которые обрабатываются около 110 000 производителей, в 2011 году было экспортировано 200 000 тонн какао, причем 125 000 тонн относились к какао тонкого аромата).
Наиболее развитые отрасли обрабатывающей промышленности — пищевая и текстильная. Предприятия кожевенно-обувной, деревообрабатывающей, целлюлозно-бумажной, химической, нефтеперерабатывающей, цементной промышленности, в последние годы — автосборочные предприятия, народные промыслы. Производство электроэнергии 10 395 млрд кВт-ч (2000), в том числе 25 % — ТЭС, 75 % — ГЭС. Потребление 9667 млрд кВт-ч, на душу населения — 624 кВт-ч (2000).
Объём экспорта в 2015 году оценивается в 18,36 млрд долларов США. Основные партнеры по экспорту: США, Чили, Перу, Колумбия, Панама.
Объём импорта 20,9 млрд долларов, импортируются промышленные продукты, топлива, потребительские товары. Партнеры по импорту: США, Китай, Колумбия, Перу.

## Статистика
В следующей таблице показаны основные экономические показатели за 1980—2017 года. Инфляция менее 5 % обозначена зелёной стрелкой.
| Год  | ВВП (ППС) (в млрд. Долл. США) | ВВП на душу населения (ППС) (в долл. США) | Рост ВВП (реальный) | Уровень инфляции (в процентах) | Безработица (в процентах) | Государственный долг (в процентах от ВВП) |
| ---- | ----------------------------- | ----------------------------------------- | ------------------- | ------------------------------ | ------------------------- | ----------------------------------------- |
| 1980 | 26.1                          | 3,246                                     | ▲4.9 %              | ▲13.0 %                        | н/д                       | н/д                                       |
| 1981 | ▲29.6                         | ▲3,584                                    | ▲3.9 %              | ▲16.4 %                        | н/д                       | н/д                                       |
| 1982 | ▲31.8                         | ▲3,746                                    | ▲1.2 %              | ▲16.3 %                        | н/д                       | н/д                                       |
| 1983 | ▼32.1                         | ▼3,681                                    | ▼−2.8 %             | ▲48.4 %                        | н/д                       | н/д                                       |
| 1984 | ▲34.6                         | ▲3,867                                    | ▲4.2 %              | ▲31.2 %                        | н/д                       | н/д                                       |
| 1985 | ▲37.3                         | ▲4,058                                    | ▲4.4 %              | ▲28.0 %                        | н/д                       | н/д                                       |
| 1986 | ▲39.3                         | ▲4,160                                    | ▲3.1 %              | ▲23.0 %                        | н/д                       | н/д                                       |
| 1987 | ▼37.9                         | ▼3,911                                    | ▼−6.0 %             | ▲29.5 %                        | н/д                       | н/д                                       |
| 1988 | ▲43.3                         | ▲4,359                                    | ▲10,5               | ▲58.2 %                        | 7.0 %                     | н/д                                       |
| 1989 | ▲45.1                         | ▲4,432                                    | ▲0.3 %              | ▲76.6 %                        | ▲7.9 %                    | н/д                                       |
| 1990 | ▲48.2                         | ▲4,625                                    | ▲3.0 %              | ▲48.5 %                        | ▼6.1 %                    | н/д                                       |
| 1991 | ▲52.4                         | ▲4,910                                    | ▲5.1 %              | ▲48.8 %                        | ▲8.5 %                    | н/д                                       |
| 1992 | ▲55.5                         | ▲5,088                                    | ▲3.6 %              | ▲54.3 %                        | ▲8.9 %                    | н/д                                       |
| 1993 | ▲58.0                         | ▲5,200                                    | ▲2.0 %              | ▲45.0 %                        | ▼8.3 %                    | н/д                                       |
| 1994 | ▲61.7                         | ▲5,425                                    | ▲4.3 %              | ▲27.4 %                        | ▼5.7 %                    | н/д                                       |
| 1995 | ▲64.4                         | ▲5,556                                    | ▲2.3 %              | ▲22.9 %                        | ▼5.4 %                    | н/д                                       |
| 1996 | ▲66.8                         | ▲5,658                                    | ▲1.7 %              | ▲24.4 %                        | ▲9.0 %                    | н/д                                       |
| 1997 | ▲70.8                         | ▲5,910                                    | ▲4.3 %              | ▲30.6 %                        | ▼7.8 %                    | н/д                                       |
| 1998 | ▲73.9                         | ▲6,077                                    | ▲3.3 %              | ▲36.1 %                        | ▲10.2 %                   | н/д                                       |
| 1999 | ▼71.5                         | ▼5,792                                    | ▼−4.7 %             | ▲52.2 %                        | ▲13.1 %                   | н/д                                       |
| 2000 | ▲73.9                         | ▲5,901                                    | ▲1.1 %              | ▲96.1 %                        | ▼7.6 %                    | н/д                                       |
| 2001 | ▲78.7                         | ▲6,139                                    | ▲4.0 %              | ▲37.7 %                        | ▲9.6 %                    | 63.4 %                                    |
| 2002 | ▲83.1                         | ▲6,350                                    | ▲4.1 %              | ▲12.5 %                        | ▼7.8 %                    | ▼55.5 %                                   |
| 2003 | ▲87.1                         | ▲6,540                                    | ▲2.7 %              | ▲7.9 %                         | ▲10.2 %                   | ▼49.0 %                                   |
| 2004 | ▲96.9                         | ▲7,148                                    | ▲8.2 %              | ▲2.7 %                         | ▼7.2 %                    | ▼43.0 %                                   |
| 2005 | ▲105.3                        | ▲7,672                                    | ▲5.3 %              | ▲2.2 %                         | ▼7.1 %                    | ▼38.7 %                                   |
| 2006 | ▲113.3                        | ▲8,112                                    | ▲4.4 %              | ▲3.3 %                         | ▼6.7 %                    | ▼38.1 %                                   |
| 2007 | ▲118.8                        | ▲8,361                                    | ▲2.2 %              | ▲2.3 %                         | ▲6.9 %                    | ▼35.3 %                                   |
| 2008 | ▲128.9                        | ▲8,905                                    | ▲6.4 %              | ▲8.4 %                         | ▼6.0 %                    | ▼28.7 %                                   |
| 2009 | ▲130.6                        | ▲8,860                                    | ▲0.6 %              | ▲5.2 %                         | ▲6.5 %                    | ▼25.3 %                                   |
| 2010 | ▲136.8                        | ▲9,116                                    | ▲3.5 %              | ▲3.6 %                         | ▼5.0 %                    | ▼23.1 %                                   |
| 2011 | ▲150.7                        | ▲9,869                                    | ▲7.9 %              | ▲4.5 %                         | ▼4.2 %                    | ▼21.4 %                                   |
| 2012 | ▲162.1                        | ▲10,444                                   | ▲5.6 %              | ▲5.1 %                         | ▼4.1 %                    | ▼20.6 %                                   |
| 2013 | ▲172.9                        | ▲10,958                                   | ▲4.9 %              | ▲2.7 %                         | ▲4.2 %                    | ▲21.1 %                                   |
| 2014 | ▲182.6                        | ▲11,394                                   | ▲3.8 %              | ▲3.6 %                         | ▼3.8 %                    | ▲27.1 %                                   |
| 2015 | ▲184.7                        | ▼11,351                                   | ▲0.1 %              | ▲4.0 %                         | ▲4.8 %                    | ▲33.8 %                                   |
| 2016 | ▼184.2                        | ▼11,144                                   | ▼−1.6 %             | ▲1.7 %                         | ▲5.2 %                    | ▲42.9 %                                   |
| 2017 | ▲192.6                        | ▲11,482                                   | ▲2.7 %              | ▲0.4 %                         | ▼4.6 %                    | ▲45.0 %                                   |

## Нефть и политика
Первое нефтяное месторождение в долине Амазонки было открыто в 1967 американским консорциумом Texaco — Gulf Oil.
Согласно принятому в 1971 Закону об углеводородах, преимущественное право на разработку нефтяных ресурсов должна была получить государственная компания. Но процесс её создания затянулся на фоне расцвета новой, нефтяной коррупции. Под давлением иностранных компаний правительство предлагало даже перенести вступление закона в силу на 2025 г.
Видя неспособность гражданских властей реализовать принятый закон, военные во главе с генералом Родригесом Ларой совершили переворот. Эквадор вступил в ОПЕК, концессии иностранных компаний были переоформлены в договоры подряда и участия, а налоги — увеличены. В результате иностранцы стали продавать свои доли в нефтяных месторождениях правительству. На базе созданной американскими компаниями инфраструктуры была создана государственная нефтяная компания CEPE. Значительная часть её доходов шла на осуществление социальных программ.
С резким ростом цен на нефть в 1970-е годы преимущества Эквадора — выход к океану и близость к американскому рынку — позволили резко увеличить доходы государства — с $43 млн в 1971 до $350 млн в 1974. Доходы от нефти позволяли вести борьбу с бедностью и одновременно развивать промышленность. Индустриальный рост привёл к ускорению политического развития, и под давлением профсоюзов, партий и бизнеса в 1979 военные вынуждены были уступить власть гражданскому правительству.
Однако, гражданское правление привело к бесконтрольному росту внешнего долга — с $600 млн в 1979 почти до $17 млрд к концу века.
Снижение цен на нефть во второй половине 1980-х сделало государство заложником своей прежней экономической политики, вынужденным финансировать расходы за счёт всё более дорогих кредитов. В 1989, после преобразования государственной компании CEPE в Petroecuador, её социальные обязательства были переданы государству, что фактически привело к их отмене. Сокращение государственной поддержки индейского населения, на чьей территории, собственно, и добывается нефть, привело к тому, что индейцы стали самой активной и революционной силой в обществе.
Для выхода из ситуации было решено увеличить добычу нефти, что потребовало от страны выйти из ОПЕК в начале 1990-х. Рост добычи, однако, совпал с длительным периодом низких цен на нефть, поэтому резко увеличить инвестиции не получилось.
Обвал цен на нефть в 1998 вызвал финансовый кризис. В 1999 Эквадор объявил дефолт по внешним долгам. Для спасения экономики Эквадор обратился за помощью к МВФ, а в начале 2000 американский доллар заменил сукре в качестве национальной валюты. Кризис привел к росту бедности. Доля населения, имеющего доходы ниже прожиточного минимума, достигла 70 %.
При этом в рамках соглашений с МВФ практически все доходы от нефти стали идти на погашение внешнего долга. Не имея средств на развитие нефтяной отрасли, государство стало уступать своё место иностранным компаниям.
Недовольные политикой правительства, индейцы начали в некоторых районах вооружённое сопротивление разработкам нефти и строительству трубопроводов. Индейский фронт «Пачакути» в 2000 организовал мирный марш на столицу. Этим воспользовалась военная хунта во главе с полковником Лусио Гутьерресом, осуществившая мирный захват власти, — им, однако, под давлением США пришлось уступить власть вице-президенту Набоа, который восстановил прежний режим.
Лусио Гутьеррес провёл несколько месяцев в заключении, став одним из самых популярных политиков. Выйдя на свободу, Гутьеррес объединился с индейцами «Пачакути» и пообещал вернуть нефть под контроль Эквадора. Это обеспечило ему победу на выборах 2003.
Получив власть, Гутьеррес сделал ставку на поиск нового соглашения с США и фактическую приватизацию PetroEcuador.
При этом он попытался отвлечь общественное мнение разговорами об угрозе стране со стороны колумбийских повстанцев. Была начата передислокация войск к колумбийской границе. Кроме того, Гутьеррес согласился на размещение в стране американских военных баз.
20 апреля 2005, несмотря на поддержку США, Гутьеррес был лишён своего поста парламентом страны.

## Эквадор и Россия
Эквадор — третий после Бразилии и Аргентины торговый партнёр России в Латинской Америке. Товарооборот в 2004 составил 330 млн долларов. Основная доля приходится на поставки бананов и срезанных цветов. Несколько российских импортёров бананов располагают в Эквадоре собственными банановыми плантациями.
18 октября 2018 г. Нижняя палата парламента РФ приняла законопроект «О ратификации Конвенции между Правительством Российской Федерации и Правительством Республики Эквадор об избежании двойного налогообложения и о предотвращении уклонения от налогообложения в отношении налогов на доходы и Протокола к ней».

## Доходы населения
| Графики недоступны из-за технических проблем. См. информацию на Фабрикаторе и на mediawiki.org. |
| Рост минимальной заработной платы в Эквадоре между 1990 и 2023 годами в долларах США            |

С 2018 года минимальный размер оплаты труда в Эквадоре составлял $386. С 1 января 2019 года минимальный размер оплаты труда в Эквадоре составляет $394. С 1 января 2020 года минимальный размер оплаты труда в Эквадоре составляет $400. В Эквадоре 40-часовая рабочая неделя. По состоянию на 2021 год Эквадор — третья сверху страна с самым высоким минимальным размером оплаты труда в Южной Америке. Выше МРОТ только в Чили — 441 доллар США и Уругвае — 423 доллара США в месяц. Но это сравнение может ввести в заблуждение, потому что в каждой стране стоимость жизни разная, как и максимальное количество рабочих часов работы в неделю. По индексу бигмака на МРОТ в Чили можно купить больше всего «биг маков» в Южной Америке или 108 в месяц. За Чили следует Эквадор, где можно на МРОТ купить 90 «биг маков», лишь затем следует Уругвай, где можно на МРОТ купить 88 «биг маков» в месяц. С другой стороны, рабочему в Венесуэле потребовалось бы почти девять месячных МРОТ, чтобы купить один-единственный «биг мак». Чтобы минимальная зарплата была сопоставимой в разных странах, необходимо уравнять рабочие часы, поскольку не у всех одинаковая максимальная рабочая неделя. Этот показатель важен, потому что он позволяет узнать реальную стоимость найма работника для компании. Если учесть что в Эквадоре 40 часовая рабочая неделя, в Эквадоре самый высокий минимальный размер оплаты труда в Южной Америке с учётом отработанных часов в неделю. Так, как в Южной Америке есть страны, где люди работают более 40 часов в неделю, например Колумбия, где люди работают 48 часов в неделю, а минимальная заработная плата составляет лишь 261 доллар США. Также в Аргентине, Перу, Боливии и Парагвае люди работают 48 часов в неделю, в Чили еженедельные рабочие часы составляют 45 часов, а в Уругвае — с 44 до 48 часов в неделю. С 1 января 2022 года минимальный размер оплаты труда в Эквадоре составляет $425. Увеличение МРОТ до 425 долларов США имеет реальный эффект для 450 000 человек из 8,3 миллиона человек экономически активного населения Эквадора. Это связано с тем, что около 384 204 человека не имеют работы, а 2 миллиона человек имеют неполную занятость, которые зарабатывают меньше МРОТа в месяц. Еще 2,3 миллиона человек не работают полностью, что означает, что они зарабатывают меньше МРОТа в месяц и не хотят или не могут работать, чтобы заработать больше. При полной занятости 2,2 миллиона человек зарабатывают больше минимальной заработной платы, поэтому они не получают выгоды от повышения. Из 2,7 миллиона человек, которые вносят взносы в систему социального обеспечения, 450 000 человек работают за МРОТ который на 2021 год составляет 400 долларов США в месяц, из них 60 % мужчины. С 1 января 2023 года минимальный размер оплаты труда в Эквадоре составляет $450. С 1 января 2024 года минимальный размер оплаты труда в Эквадоре составляет $460. С 1 января 2025 года минимальный размер оплаты труда в Эквадоре составляет $470.